# Tam thập xử nam
Tam thập xử nam (tiếng Trung: 三十處男, tiếng Anh: Mr Virgin) là một phim hài lãng mạn của đạo diễn Trần Hữu (Anthony Chan), xuất bản ngày 08 tháng 07 năm 1984 tại Hồng Kông.

## Nội dung
Trước tuổi 30, Alfred Triệu Vũ Đình đặt mục tiêu phải chinh phục và kết hôn một thiếu nữ bất kì. Rủi thay, trời bắt con trai Triệu tộc nhất định ở vậy đến già nếu cưới trước tuổi 30, bởi vợ hoặc chết hoặc hành hạ chồng đến chết. Bởi thế, Alfred bàn với bố để tìm cách đổi vận.

## Kĩ thuật
Phim quay dựng tại Hồng Kông và Ma Cao mùa hè năm 1983.

## Sản xuất=
- Quay phối hợp: Wan Pak-Nam
- Thiết kế: Raymond Lee King-Man, Chan King-Sam, Ho Kim-Sing
- Phối sáng: Cheung Shing-Dung
- Trang điểm: Lau Gai-Sing, Poon Man-Wa

### Diễn xuất
- Alfred Cheung Kin-Ting... Alfred Chiu Yu-Ting
- Olivia Cheng Man-Nga... Ling
- Hu Chin... Bà Li
- Keung Chung-Ping... Lawrence Chiu
- Anglie Leung Wan-Yui... Cindy
- Anthony Chan Yau...  Y sĩ
- Pamela Pak Wan-Kam... Alfred's boss
- Eric Chan Ga-Kei... Ling's dead boyfriend
- Chan Lap-Ban... Sweeper
- Cheng Mang-Ha... Cindy's grandmother
- Manfred Wong Man-Chun... Xiao Wen
- Meg Lam Kin-Ming... Policewoman
- Lily Ng Lai-Chu... Nurse
- Sek Wai-Man
- Wong Jing (1)... Man in toilet
- Gigi Wong Suk-Yee... Ling's flatmate
- Wong Ying-Kit... Alfred's colleague
- Eric Yeung Jan-Yiu... Doctor
- Got Ping... Party guest
- David Lo Dai-Wai... Man in lift
- Mark Cheng Ho-Nam... Alfred's schoolmate
- Kwan Kam-Ming... Corpse
- Alric Ma Siu-Mang... Policeman